# M75 (бронетранспортёр)
M75 (англ. Armored Infantry Vehicle M75) — бронетранспортёр США 1950-х годов. Был разработан в 1946—1951 годах на роль стандартного бронетранспортёра армии, для замены полугусеничных машин военного периода. Всего в 1952—1953 годах было произведено 1780 бронетранспортёров этого типа, однако они оказались слишком дорогими для своей роли и уже в 1953 году были сменены в производстве бронетранспортёрами M59, имевшим втрое меньшую стоимость. На базе M75 были разработаны самоходные миномёты различных калибров, но они так и не были запущены в производство. M75 использовались войсками США на завершающем этапе Корейской войны, но вскоре после неё были заменены на M59.